# Erenbert Schrevogl
Erenbert Schrevogl (* 11. Mai 1634 in Schongau in Bayern; † 11. April 1703 in Kremsmünster) war Benediktiner und Abt des Stiftes Kremsmünster.

## Leben
Nach seinem Studium in Salzburg trat Erenbert Schrevogl mit 16 Jahren in das Kloster ein, legte 1651 seine Profess ab und wurde 1658 zum Priester geweiht. Er war Lehrer für Philosophie, bekleidete das Amt des Novizenmeisters und betreute die Pfarre Sipbachzell. Durch seine Ämter in Passau erwarb er sich die Gunst des Bischofs Wenzeslaus Graf von Thun von Passau. Am 15. September 1669 wurde er mit der Mehrheit der Stimmen zum Abt von Kremsmünster gewählt. Bereits ein Jahr nach seinem Amtsantritt wurde er von Kaiser Leopold I. zu seinem Rat ernannt und bekam die Bestätigung der Rechte für die höhere Jagd.
In den Jahren 1673 bis 1683 bekleidete er mit kurzer Unterbrechung das Amt eines Abgeordneten, sodass er später auch zum ständigen Rat der Rechnungskammer für Oberösterreich ernannt wurde. Besondere Ehre wurde ihm am 14. Dezember 1676 bei der Vermählung Kaiser Leopolds mit Eleonora Magdalena Therese in Passau zuteil, indem er an den Feierlichkeiten teilhaben durfte.
Nach mehreren Schlaganfällen entschloss sich Abt Erenbert am 25. Februar 1703 zur Resignation, welche vom bischöflichen Ordinariat Passau bestätigt wurde. Noch im selben Jahr starb er am 11. April 1703 und wurde beim Altar der Heiligen Candidae in der Stiftskirche beerdigt.

## 900-Jahr-Feier
In seine Amtszeit fiel auch das historische Ereignis der 900-Jahr-Feier des Stiftes, welches mit mehr als 700 Gästen gebührend gefeiert wurde. Zu den Höhepunkten seiner Amtszeit zählt auch der Besuch von Kaiser Leopold und Gattin Eleonora am 13. September 1680, zu deren Ehre ein von P. Simon Rettenpacher geschriebenes Drama aufgeführt wurde.

## Zeit der Türkenbelagerungen
In den darauf folgenden Jahren der Zweiten Türkenbelagerung bewies Schrevogl stets Vorsicht und steuerte beträchtliche Summen zur Landesverteidigung und zum Schutz für das Stift bei. So ließ er um das Kloster Wassergräben errichten und einen Verteidigungsturm erbauen.

## Erwerbungen und Bautätigkeit
In diese Zeit fiel auch der Ankauf des in Vorchdorf gelegenen Schlosses Eggenberg, das er 1680 vom Grafen Lobgott von Kuefstein erwarb und der Kauf des Marktes Kirchdorf, welcher aber ein Jahr später dem Stift Schlierbach überlassen wurde.
Neben vielen anderen Bautätigkeiten legte Abt Erenbert im Jahre 1687 infolge eines Gelübdes auch den Grundstein zum Bau der nahegelegenen Kirche Heiligenkreuz.